# Ігнатій Ходикевич
Ігнатій Ходикевич (пол. Ignacy Chodykiewicz, лат. Ignatius Chodykiewicz; 28 жовтня 1781 — 26 грудня 1860, Рим) — католицький священник, член Ордену єзуїтів, педагог.

## Біографія
12 серпня 1798 року вступив до Товариства Ісуса і до 1800 року проходив випробування в Полоцькому навіціаті. Після проходження курсу риторики в Орші викладав інфиму на уроках у Полоцьку (1801—1802) та Мстиславлі (1802—1803). У 1803—1804 рр. вивчав грецьку мову і архітектуру, а в 1804—1806 рр. — філософію та грецьку мову в Полоцькому єзуїтському колегіумі. З 1806 по 1807 рр. — викладач риторики і поетики, геометрії і алгебри у Мстиславлі.
Вивчивши курс теології в Полоцьку (1807—1811), залишився у своїй альма-матер. З 1813 по 1814 рр. — професор риторики та поетики, заступник префекта бібліотеки, а згодом — префект друкарні та бібліотеки (1814—1818) та заступник секретаря (1814—1817) Полоцької єзуїтської академії. 15 серпня 1815 р. склав останні обітниці. З 1818 по 1820 рр. — професор риторики та поетики, директор учительської семінарії в Оршанському єзуїтському колегіумі .
Після вигнання єзуїтів з Російської імперії (1820) поїхав до Італії. Працював у колегіумі в Реджо-нель-Емілії (1821—1836) та Папському григоріанському університеті (1836—1860) — головній навчальній і науковій установі Товариства Ісуса.
Помер у Римі 26 грудня 1860 р.